# Golden Hills
Golden Hills is een plaats (census-designated place) in de Amerikaanse staat Californië, en valt bestuurlijk gezien onder Kern County.

## Demografie
Bij de volkstelling in 2000 werd het aantal inwoners vastgesteld op 7434.

## Geografie
Volgens het United States Census Bureau beslaat de plaats een oppervlakte van
32,0 km², waarvan 31,9 km² land en 0,1 km² water.

## Plaatsen in de nabije omgeving
De onderstaande figuur toont nabijgelegen plaatsen in een straal van 32 km rond Golden Hills.